# Nikita (cantante)
Alexei Mikhailovich Fokin (en ruso: Алексей Михайлович Фокин, seudónimo creativo — Nikita, nacido el 20 de febrero de 1975, Kirovo-Chepetsk, región de Kirov, RSFSR) es un cantante pop ruso.

## Biografía
Nacido el 20 de febrero de 1975 en Kirovo-Chepetsk.
Se graduó de una escuela de música en la clase bayan y del estudio pop-vocal Song Show. Nikita comienza su carrera profesional en 1999 en San Petersburgo. Allí conoce al entonces desconocido joven músico Oleg Korovin ya DJ Groove. 

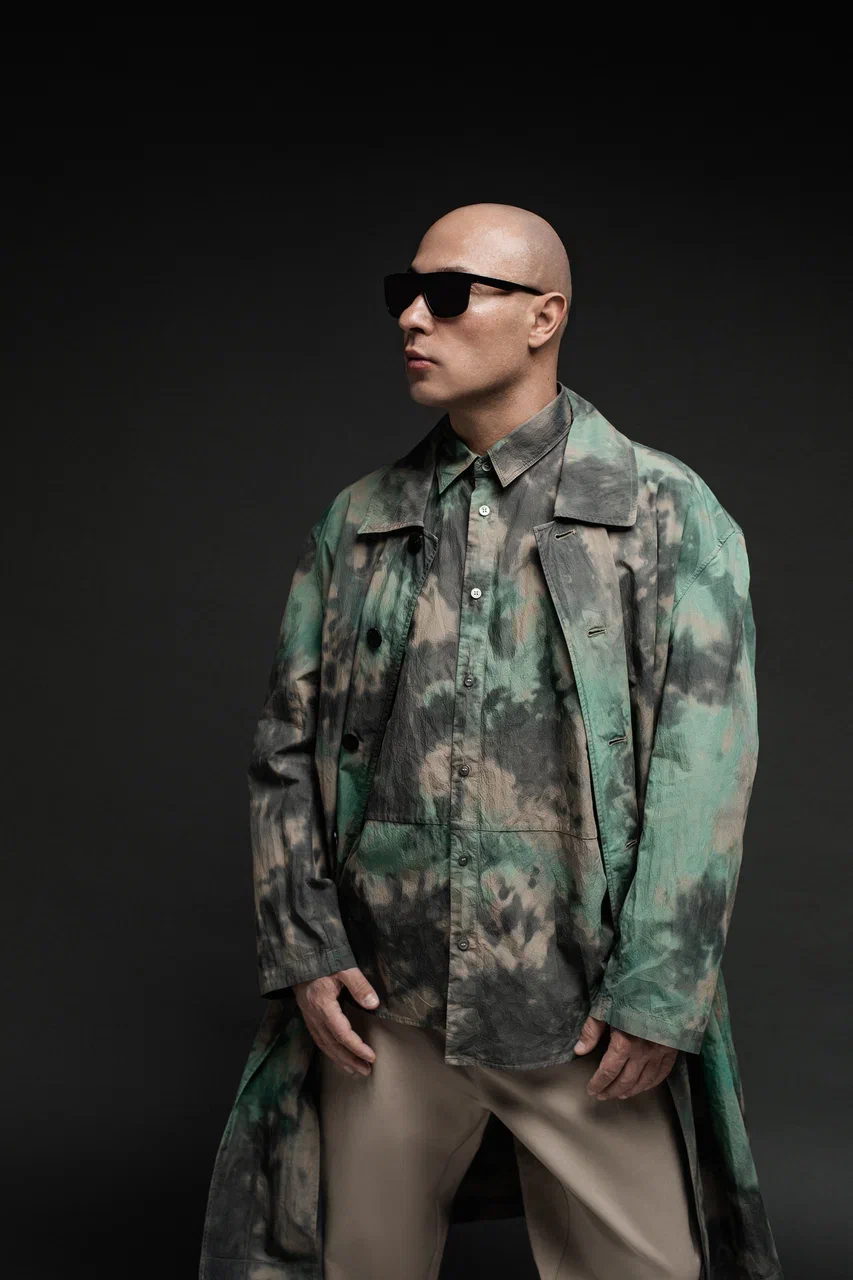
Nikita durante el rodaje y la sesión de fotos.

DJ Groove trae las canciones grabadas por ellos a Moscú. Se los muestra al famoso productor Yuri Shmilevich Aizenshpis. Yuri Aizenshpis invita a Nikita a Moscú y le ofrece un contrato, luego de firmar el cual el cantante lanza su álbum debut "Flew Forever".
Un año después del lanzamiento del álbum, las canciones "Fly away forever", "You came down from the sky" y "Once" recibieron reconocimiento.
Luego, el cantante lanza su segundo disco "En tu amor me ahogaré", se lanzó un video sexualmente explícito para la famosa composición "Hotel".
Mientras tanto, el artista continúa de gira activamente. En mayo de 2002, el cantante rescindió el contrato con su productor. La razón de esto fueron las diferencias creativas.
En 2003 Nikita comienza a grabar su tercer álbum, en marzo de 2004 se lanza un álbum llamado "So Strange".
En 2007 el artista completó el trabajo en su cuarto álbum "Nikita: The Best", que incluía remakes de todos los éxitos del artista, así como dos temas nuevos: "Angels and Demons" y un dueto con Anastasia Stotskaya "I don't te amo". 
Además, junto al famoso DJ Andrea T Mendoza (conocido por su trabajo en remixes de artistas como Madonna y George Michael), Nikita grabó un nuevo tema "Shine City"; (un remix de la canción "Madness of Summer"), que estaba en rotación en las estaciones de radio de Europa, también un artista en 2007-2008 realizó una gira activa por Europa, Rusia y países vecinos.
Desde 2008, Nikita ha estado trabajando en su quinto álbum. Muchos músicos europeos y rusos participan en el trabajo del álbum. Al evaluar el álbum, Nikita dice: 

El álbum resultó ser muy honesto y sincero, en él traté de transmitir a mis oyentes todo lo que pensé y experimenté durante todos estos largos meses. En este disco descubrí muchos secretos sobre mí y sobre la realidad que me rodeaba. Así quien sepa oír, amar y leer entre líneas podrá entenderme y sentirme. Dediqué este disco a todas esas personas, y en primer lugar a mis fans, que nunca dejaron de creer en mí y amarme todos estos años.
Nikita

En 2008, Nikita comienza a cooperar con el DJ y productor ruso Alexey Romeo. Juntos lanzan la canción "No tengas miedo y corre" (música: Nikita, letra: K. Krutogolova, Kaya Karenina). Nikita dice que "un sentimiento muy importante y real me ayudó a sacar a la luz esta canción: el amor".
En 2009, Nikita lanzó varios sencillos, como la canción "Drops". La canción comienza a girar en las estaciones de radio de música. Además, Nikita reelabora sus composiciones "Night Angel", "You Came From Heaven", dándoles un nuevo sonido.
En el otoño de 2009, Nikita actuó en el premio jubilar de FACE.ru "Persona del mes". Una de las chicas participantes cantó el éxito “Flew Forever” con él a dúo.
Cerró la exhibición de millonarios Millionaire Fair-2009 y actuó en la ceremonia de entrega de premios TOP 100 DJ's Russia 2009.
A principios de 2010, Nikita actuó en el festival D-jump de los años 90 y anunció su regreso a los escenarios en el festival MTV SuperDisco 90s en el Olympic, asegurando sus planes con actuaciones en los festivales de verano Foam D-jump y otros.
En la primavera de 2010, el cuarto álbum de estudio de la cantante Nikita, Up! La presentación tuvo lugar el 23 de abril en el club "FAMOSO" de Moscú.
El artista planea filmar un nuevo video con un famoso director estadounidense y lanzar el sencillo "I am Lightning" en un futuro cercano.

## Discografía

### Álbumes de estudio
- 2010 — «Вверх»
- 2012 — «Танец в темноте»

## Sencillos
- 1999 — «Улетели навсегда»
- 2001 — «В твоей любви я утону»
- 2004 — «Так странно»
- 2008 — «Никита: The Best»
- 2010 — «Вверх!»
- 2012 — «Танец в темноте»
- 2014 — «Улетели навсегда» (сборник)
- 2014 — «Ты моя Дива»
- 2015 — «Любовь была»
- 2016 — «Нет или Да»
- 2017 — «Ты в моей голове»
- 2019 — «Ты моя дива»
- 2019 — «Бабочка»
- 2019 — «Лава Лавина»
- 2020 — «Непобедима моя любовь»
- 2021 — «Дождь»
- 2021 — «Эта ночь»
- 2022 — «Нажми на стоп»
- 2022 — «Улетели навсегда 2.0»
- 2023 — «Позабуду всё»

## Premios
- Premio Ovation (1999) en la nominación "Solista del año", "Éxito del año" por las canciones "Flew Forever", "Once".
- Premio de la revista Om (2000) en la nominación Revelación del Año.
- Premio revista Cosmopolitan (2000) en la categoría "Cantante del año" y "Canción del año".
- Premio "Gramófono de Oro" (2000) en la nominación "Mejor Canción" ("Once") y "Cantante del Año".